# シャンパンコール
シャンパンコールは1999年に考案された、ホストクラブでの定番のパフォーマンスの一つ。シャンパンの注文が入ったテーブルに店の従業員が集まり、その場を盛り上げるために行う。ドン・ペリニヨンなど、高額なシャンパンを購入した客への礼を示すためにコールが行われる。シャンパンは最低価格が3万円程度で、ボトルキープもできずにその場で消費されることから、短時間で売り上げを稼ぐことに適している。
バブル時代を思わせる派手なパフォーマンスで、これを受けることがホストクラブに通う女性にとって一つのステータスとなっている。考案した人物については2つ説が存在し、ロマンスの香咲真也という説と、トップダンディーの頼朝という説に分かれる。本項では、ピラミッド状に積んだシャンパングラスの上からシャンパンを注いですべてのシャンパングラスを満たす、シャンパンタワーについても述べる。社会学者の武岡暢はこの2つについて、風俗産業の閉鎖性を示すものと述べている。

## パフォーマンス
シャンパンコールでは、注文したシャンパンを複数のシャンパングラスに注いだ後、10秒程度の定型的な掛け声を一斉に行ってシャンパンを一気飲みする。ライターの宇都宮直子は、コールの内容を一気飲みのような掛け声と述べている。店舗によっては、金額の高い銘柄のシャンパンを注文するとコールの時間が延ばされたり、注文した客にもマイクが手渡され、コメントが求められたりもする。また、東京都歌舞伎町で知られた「ビンダ」と呼ばれるパフォーマンスが存在する。これはTHE BLUE HEARTSの代表作「リンダリンダ」のメロディに合わせて、指名された従業員たちが瓶の回し飲みを行うというもので、シャンパンの消費を早める。

## シャンパンタワー
ホストクラブ以外では結婚式やイベントごとで見られるシャンパンタワーは、歌舞伎町では非常に高額な一方、頻繁に見られる。考案したのはホストの流星と言われている。シャンパンタワーの設営に用いられる道具はトラックにて運搬される。シャンパンタワーの設置には土台、照明、天井、壁などの装飾も担当する。タワーの設立はすべてシャンパン・グラスが用いられ、接着剤は用いない。肉体労働かつ神経を消耗する仕事となっている。シャンパンタワーは職人によって作られるもので、職人には女性が多い。注文の頻度はキャバクラよりも、昇格祭などのイベントがあるホストクラブのほうが多い。繁忙期は下記のイベントがある7月から9月となっている。豪華なものはアートとも呼ばれ、テレビ番組に出演するような職人はアーティストにもなぞらえられる。
ホストクラブに通う女性たちにとって、担当しているホストから依頼されるシャンパンタワーは特別なものとなっている。これはシャンパンタワーがホストクラブにおける花形である他、同額以上となる飾りボトルにはなく、姫と呼ばれる女性客全員がホストに依頼されるものでないことにYouTuberとして「ぶーちゃんねる」で活動するあおいは触れている。また、ホストにとってはシャンパンタワーを立てることが自分の位置や存在感を周囲にアピールするものでもあると述べている。
2023年（令和5年）、ホストクラブの売掛金をめぐり女性客が多額の借金を抱えることが問題視されるようになり、同年12月、警視庁は歌舞伎町のホストクラブ176店に対し立ち入り調査を行った。この際、132店でシャンパンタワーの料金をメニュー表に記載しないなどの料金表示義務違反が確認されたことから、警視庁は口頭や文書で是正を求め、行政処分を検討するとした。